# Morlanda Berga klev

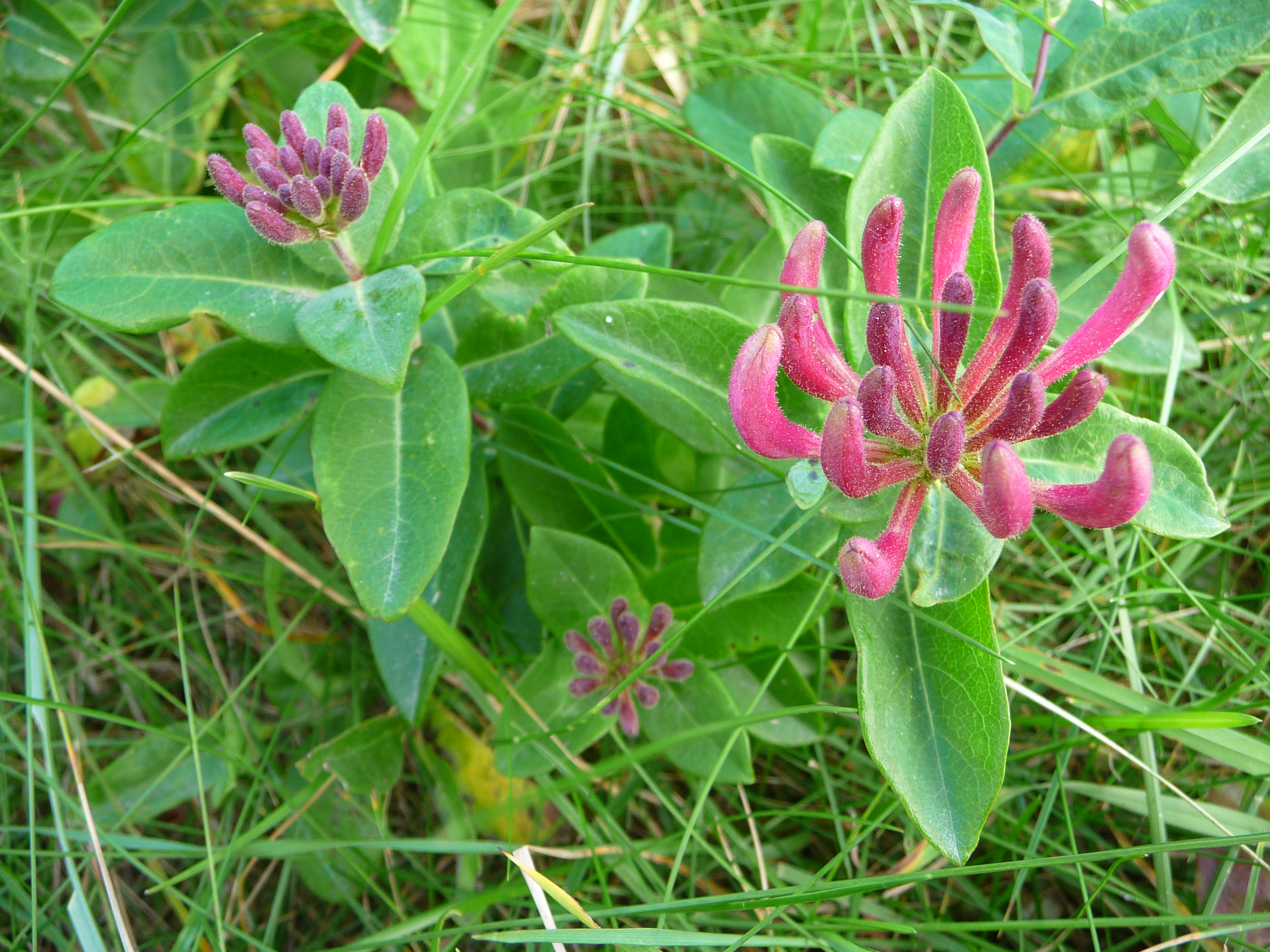
Vildkaprifol

Morlanda Berga klev är ett naturreservat i Morlanda socken i Orusts kommun i Bohuslän.
Området avsattes som naturminne 1995 och omvandlades till naturreservat 2011. Det är endast 1 hektar stort och utgör en naturlig del av det stora naturreservatet Morlanda som gränsar till området. Berga klev ligger en knapp kilometer söder om Morlanda kyrka och består av en djup ravin med branta och nästan lodräta väggar. Ravinen går in i Ingärdsbergen. Strax norr om Berga klev ligger Morlanda säteri.
Inom området växer ask, ek, al, sälg, rönn och buskar av hassel och olvon. En av få lianer, som finns i Sverige, vildkaprifol, slingrar sig bland stenar och trädstammar. 
Området förvaltas av Västkuststiftelsen.